# Brent (Florida)
Brent ist ein census-designated place (CDP) im Escambia County im US-Bundesstaat Florida mit 23.447 Einwohnern (Stand: Volkszählung 2020).

## Geographie
Brent grenzt direkt an die Stadt Pensacola. Der CDP wird von den Interstates 10 und 110, vom U.S. Highway 29 sowie den Florida State Roads 292, 295, 296 und 742 durchquert bzw. tangiert.
Brent ist Teil der Pensacola-Ferry Pass-Brent Metropolitan Statistical Area.

## Demographische Daten
Laut der Volkszählung 2010 verteilten sich die damaligen 21.804 Einwohner auf 8.074 Haushalte. Die Bevölkerungsdichte lag bei 807,6 Einw./km². 51,7 % der Bevölkerung bezeichneten sich als Weiße, 39,1 % als Afroamerikaner, 0,8 % als Indianer und 3,8 % als Asian Americans. 1,5 % gaben die Angehörigkeit zu einer anderen Ethnie und 3,2 % zu mehreren Ethnien an. 4,2 % der Bevölkerung bestand aus Hispanics oder Latinos.
Im Jahr 2010 lebten in 35,5 % aller Haushalte Kinder unter 18 Jahren sowie 24,3 % aller Haushalte Personen mit mindestens 65 Jahren. 65,8 % der Haushalte waren Familienhaushalte (bestehend aus verheirateten Paaren mit oder ohne Nachkommen bzw. einem Elternteil mit Nachkomme). Die durchschnittliche Größe eines Haushalts lag bei 2,60 Personen und die durchschnittliche Familiengröße bei 3,15 Personen.
30,8 % der Bevölkerung waren jünger als 20 Jahre, 33,0 % waren 20 bis 39 Jahre alt, 21,5 % waren 40 bis 59 Jahre alt und 14,6 % waren mindestens 60 Jahre alt. Das mittlere Alter betrug 27 Jahre. 46,9 % der Bevölkerung waren männlich und 53,1 % weiblich.
Das durchschnittliche Jahreseinkommen lag bei 31.567 $, dabei lebten 26,8 % der Bevölkerung unter der Armutsgrenze.
Im Jahr 2000 war Englisch die Muttersprache von 93,05 % der Bevölkerung, spanisch sprachen 4,11 % und 2,84 % hatten eine andere Muttersprache.